# Bryan Mitchell
Bryan Bedford Mitchell (né le 19 avril 1991 à Reidsville, Caroline du Nord, États-Unis) est un lanceur droitier des Ligues majeures de baseball jouant avec les Marlins de Miami.

## Carrière
Bryan Mitchell est repêché au 16e tour de sélection par les Yankees de New York en 2009. 
Lanceur partant dans les ligues mineures, Mitchell fait ses débuts dans le baseball majeur comme lanceur de relève pour les Yankees le 10 août 2014, alors qu'il n'accorde ni point ni coup sûr aux Indians de Cleveland en deux manches lancées. 
Le 17 août 2015, Mitchell subit une fracture du nez après avoir été touché au visage par une balle frappée en flèche par Eduardo Núñez des Twins du Minnesota.